# Arthur Legat
 Arthur Legat  (1. listopad 1898 Haine – Saint - Paul – 23. únor 1960 Haine – Saint - Paul), byl belgický pilot Formule 1.
Arthur Legat vstoupil do světa závodních vozů v roce 1926 u příležitosti slavnostního otevření okruhu v Chimay. Závody pořádané na tomto okruhu blízko francouzských hranic dostaly příznačný název Grand Prix des Frontières. Okruh byl velmi rychlý ale také nebezpečný, přesto byl hodně oblíbený jak u profesionálních tak i amatérských jezdců.
V předválečném období se tu Legat zúčastnil devíti závodů a to ve většině případu s vozy Bugatti. V letech 1932 a 1933 tu zvítězil v kategorii voiturette s vozem Bugatti T37 A.
Začátkem roku 1951 zakoupil vůz Veritas Meteor, aby se s ním v následující sezóně zúčastnil Grand Prix Belgie započítávané do mistrovství světa vozů formule 1, kterou dokončil na třináctém místě. O rok později se mu již tak nedařilo a zastaralý vůz nevydržel nápor belgické Grand Prix a Artur Legat musel ze závodu odstoupit .
Jeho posledním závodem byla Grand Prix des Frontières 1959 vypsaná pro sportovní vozy, půl roku na to vydaly agentury zprávu, že Artur Legat zemřel, bylo mu 61 let.

## Kompletní výsledky ve formuli 1
| Legenda k tabulce | Legenda k tabulce                                                                       |
| Barva             | Výsledek                                                                                |
| ----------------- | --------------------------------------------------------------------------------------- |
| Zlatá             | Vítěz                                                                                   |
| Stříbrná          | 2. místo                                                                                |
| Bronzová          | 3. místo                                                                                |
| Zelená            | Bodované umístění                                                                       |
| Modrá             | Nebodované umístění                                                                     |
| Modrá             | Dokončil neklasifikován (NC)                                                            |
| Fialová           | Odstoupil (Ret)                                                                         |
| Červená           | Nekvalifikoval se (DNQ)                                                                 |
| Červená           | Nepředkvalifikoval se (DNPQ)                                                            |
| Černá             | Diskvalifikován (DSQ)                                                                   |
| Bílá              | Nestartoval (DNS)                                                                       |
| Bílá              | Závod zrušen (C)                                                                        |
| Světle modrá      | Pouze trénoval (PO)                                                                     |
| Světle modrá      | Páteční testovací jezdec (TD)                                                           |
| Bez barvy         | Netrénoval (DNP)                                                                        |
| Bez barvy         | Vyřazen (EX)                                                                            |
| Bez barvy         | Nepřijel (DNA)                                                                          |
| Bez barvy         | Odvolal účast (WD)                                                                      |
| Bez barvy         | Nezúčastnil se (prázdné)                                                                |
| Označení          | Význam                                                                                  |
| Tučnost           | Pole position                                                                           |
| Kurzíva           | Nejrychlejší kolo                                                                       |
| †                 | Jezdec nedojel do cíle, ale byl klasifikován, protože odjel více než 90 % délky závodu. |
| ‡                 | Byl udělován poloviční počet bodů, protože bylo odjeto méně než 75 % délky závodu.      |
| Horní index       | Umístění bodujících jezdců ve sprintu                                                   |

| Rok  | Tým          | Vůz            | Motor   | 1   | 2   | 3      | 4       | 5   | 6   | 7   | 8   | 9   | Umístění | Body |
| ---- | ------------ | -------------- | ------- | --- | --- | ------ | ------- | --- | --- | --- | --- | --- | -------- | ---- |
| 1952 | Arthur Legat | Veritas Meteor | Veritas | SUI | 500 | BEL 13 | FRA     | GBR | GER | NED | ITA |     | -        | 0    |
| 1953 | Arthur Legat | Veritas Meteor | Veritas | ARG | 500 | NED    | BEL Ret | FRA | GBR | GER | SUI | ITA | -        | 0    |

### Závody F1 nezapočítávané do MS
| Rok  | Grand Prix                | Okruh  | Vůz            | Pozice       | Výsledky |
| ---- | ------------------------- | ------ | -------------- | ------------ | -------- |
| 1946 | Grand Prix des Frontières | Chimay | Bugatti 35     | Odstoupil    | Výsledky |
| 1949 | Grand Prix des Frontières | Chimay | Maserati 4CM   | Nestartovall | Výsledky |
| 1952 | Grand Prix des Frontières | Chimay | Veritas Meteor | 6. místo     | Výsledky |
| 1953 | Grand Prix des Frontières | Chimay | Veritas Meteor | 9. místo     | Výsledky |
| 1954 | Grand Prix des Frontières | Chimay | Veritas Meteor | 5. místo     | Výsledky |

## Předválečné závody Grand Prix
| Rok  | Grand Prix                | Okruh  | Vůz           | Pozice     | Výsledky |
| ---- | ------------------------- | ------ | ------------- | ---------- | -------- |
| 1929 | Grand Prix des Frontières | Chimay | Amilcar CGS   | 9. místo   | Výsledky |
| 1930 | Grand Prix des Frontières | Chimay | Bugatti T37 A | 9. místo   | Výsledky |
| 1932 | Grand Prix des Frontières | Chimay | Bugatti T37 A | 1. místo   | Výsledky |
| 1933 | Grand Prix des Frontières | Chimay | Bugatti T37 A | 1. místo   | Výsledky |
| 1934 | Grand Prix des Frontières | Chimay | Bugatti T37 A | nedokončil | Výsledky |
| 1935 | Grand Prix des Frontières | Chimay | Bugatti T35 B | nedokončil | Výsledky |
| 1936 | Grand Prix des Frontières | Chimay | Bugatti T37 A | nedokončil | Výsledky |
| 1937 | Grand Prix des Frontières | Chimay | Bugatti T35 B | 2. místo   | Výsledky |
| 1939 | Grand Prix des Frontières | Chimay | Bugatti T35 B | 4. místo   | Výsledky |